# 吉川沙織
吉川 沙織（よしかわ さおり、1976年10月9日 - ）は、日本の政治家。立憲民主党所属の参議院議員（4期）。参議院経済産業委員長、立憲民主党執行役員・組織委員長など。NTT労働組合出身の情報産業労働組合連合会（情報労連）組織内候補。選挙時は「吉川さおり」名義を用いる。

## 来歴
徳島県徳島市出身で、北島町立北島小学校、北島町立北島中学校、徳島県立城ノ内高等学校、同志社大学文学部文化学科教育学専攻、それぞれを卒業する。1999年にNTT株式会社 (NTT) へ入社して大阪支店、法人営業本部、京都支店で勤務する。2003年3月に同志社大学大学院総合政策科学研究科博士前期課程を修了する。
2004年に民主党の公募選考を通過し、情報労連で勤める。2006年7月に西日本電信電話株式会社（NTT西日本）を退職する。
2007年の第21回参議院議員通常選挙に比例区から民主党公認で立候補し、党内2位の306,577票を得て、選挙区と比例区を合せて最年少で当選する。
2011年9月に参議院総務委員会理事、2012年4月に総務委員会筆頭理事、それぞれに就く。
2013年の第23回参議院議員通常選挙に比例区から民主党公認で立候補し、党内6位で再選される。
2013年9月に民主党政調会長代理、次の内閣ネクスト官房副長官、ネクスト総務副大臣、それぞれを務める。
2016年1月に議院運営委員会筆頭理事に就く。
2017年10月27日に民進党代表の前原誠司は、同月の第48回衆院選で党を分裂する争いを招いたことに陳謝して引責辞任を表明した。吉川は、10月31日の代表選挙で大塚耕平の推薦人に名を連ねた。
2018年5月の民進党と希望の党による新党には参加せず、5月7日に民進党を離党して立憲民主党へ入党を申請し、5月8日の常任幹事会で入党が承認された。
2019年7月21日に行われた第25回参議院議員通常選挙で、旧立憲民主党は比例代表に計22人の候補者を擁立し、8議席を確保。吉川は73,787票を獲得し、得票数4位で3期目の当選を果たした。
2020年9月15日に旧立憲民主党と旧国民民主党などが合流して新「立憲民主党」が設立されると、吉川は新党に参加して11月に党徳島県連常任顧問に就く。旧民主党時代からいずれの都道府県連も所属せず、今般初めて所属した。
2021年12月6日に立憲民主党は、執行役員12人のうち6人を女性とする新たな人事を決定し、吉川は執行役員である組織委員長に選任され、2022年8月に退任した。
2025年7月の第27回参議院議員通常選挙に比例区から立憲民主党公認で立候補し、党内第3位で4選された。

## 政策・主張
- 選択的夫婦別姓導入に「賛成」としている[15]。
- 日本国憲法第9条・96条の改正に反対[16]。
- 集団的自衛権を認めるべきでない[16]。
- 沖縄県の普天間基地は国外に移設すべきだ[16]。
- 日本の核武装について、将来にわたって検討すべきでない[16]。
- 首相や閣僚は靖国神社に、参拝すべきでない[16]。
- 村山談話・河野談話を見直すべきでない[16]。
- 労働市場の規制緩和を進め、企業側が金銭を払えば解雇しやすくすることに反対[16]。
- 日本の原発について、当面は必要だが、将来は廃止すべきだ[16]。
- 外国への原発の輸出を進めるべきでない[16]。

## 人物
- 好きな言葉は「有志者事竟成」「一期一会」[2]。
- 好きな食べ物はカレー・豆腐[2]。
- 好きな映画・本は『ローマの休日』『職業としての政治』『アルケミスト - 夢を旅した少年』[2]。